# ثنائي قطب

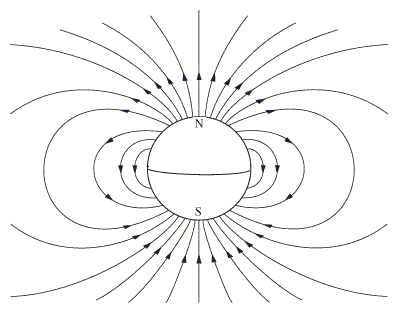
ثنائي القطب

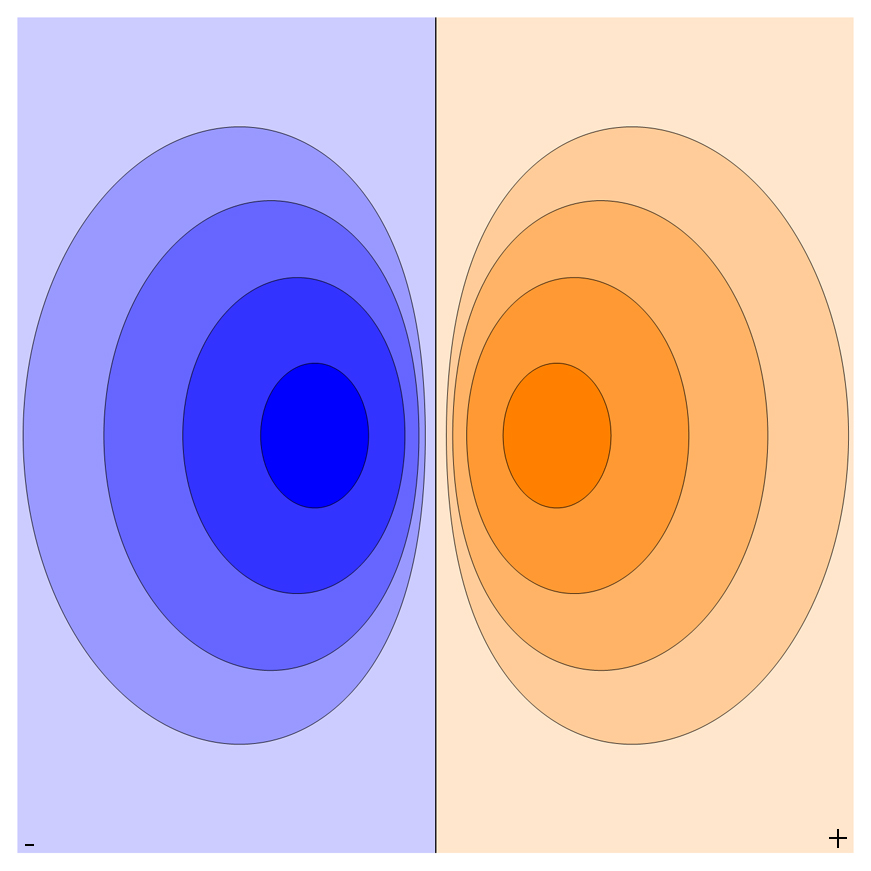
المجال حول قطبين. ويمكن أن يكون مجال قطبين كهربائيين ، بافتراض سلكين متوازيين يمر في أحدهما التيار في عكس اتجاه التيار في السلك الآخر.

يتكون ثنائي القطب من قطبين منفصلين يختلفان في إشارة كل منهما (+,−). ويمكن أن يكون القطبان شحنتين كهربائيتين أو قطبي مغناطيس. يسمي قطبا المغناطيس أحيانا بالشمالي والجنوبي، ويكونان متساويين في الشدّة.
إن أبسط أنواع ثنائي القطب هو المغناطيس المستقيم. في المغناطيسية لا يوجد قطب منفرد وإنما يتكون المغناطيس دائما من قطبين (أحدهما شمالي والآخر جنوبي). إذا قمنا بكسر مغناطيس مستقيم من الوسط أصبح لدينا مغناطيسان يتّسم كل منهما بقطبين شمالي وجنوبي. إذا كررنا كسر أحد أنصاف المغناطيس، حصلنا مرة أخرى على مغناطيسين، أقصر، ولكن لا زال كل منهما ذو قطب شمالي وقطب جنوبي. ويكون قد أصبح لدينا أربعة مغناطيسات قصيرة وكل منهم له قطبان.
يتميز ثنائي القطب بأن له عزم يعتمد على المسافة بين القطبين وعلى شدة القطب. يتميز ثنائي القطب أيضاً بأن له مجال: فإذا كان مغناطيسا يكون له مجال مغناطيسي، وإذا كان ثنائي القطب كهربائياً يكون له مجال كهربائي، وهذا المجال أو الحقل هو النطاق الذي يؤثر فيه على ما حوله، ويضعف المجال بزيادة البعد عن الأقطاب.
بعكس ثنائي القطب المغناطيسي الذي لا يوجد منه قطب مغناطيسي منفرد، يمكن أن نجد قطبا كهربائيا معزولا. ومثال ذلك كرة معدنية عليها شحنة سالبة، ويصبح هذا قطب كهربائي سالب الشحنة (وليس ثنائي قطب).
ثنائي القطب في الكهرباء يمكن أن يكون طرفا التوصيل في دائرة أي يكون لها مدخل ومخرج للتيار. يوجد نوعين من ثنائيات الأقطاب في الكهرباء:
1- ثنائي قطب فعّال: وفيه يتولد جهد كهربائي من طاقة أخرى (طاقة كيميائية مثل البطارية أو من طاقة ميكانيكية، مثل المولد الكهربائي).
2- ثنائي قطب غير فعّال: وفيه يتم تحويل الطاقة الكهربائية إلى شكل آخر من أشكال الطاقة (حرارية - كيميائية - حركية - كهرمغناطيسية - كهرصوتية -...) كالمقاومات الأومية والمكثفات والملفات.

## جزيئات ثنائية القطب
كثير من الجزيئات تكون ثنائية الاقطاب بسبب عدم توزيع الشحنات السالبة والموجبة توزيعا متساويا فيها. أمثال تلك الجزيئات فلوريد الهيدروجين HF حيث لا تتقاسم الذرتين كثافة شحنة الإلكترونات بطريقة متساوية. أي أن الجزيء ثنائي الأقطاب هو عبارة عن ثنائي أقطاب كهربائي، له مجال كهربائي، وهو يختلف عن ثنائي أقطاب مغناطيسي الذي ينتج مجالا مغناطيسيا.
كان بيتر ديباي أول عالم في الكيمياء الفيزيائية يقوم بدراسة الجزيئات ثنائية الأقطاب. وبناء على ذلك فإن عزم ثنائي الإقطاب يقاس بوحدة ديباي تكريما له.

## اقرأ أيضا
- رباعي أقطاب
- قابلية مغناطيسية
- تشبع مغناطيسي
- الاستبقائيّة
- أورستد
- عزم ثنائي قطب